# Gerry Hart
Gerald William "Gerry" Hart, född 1 januari 1948 i Flin Flon, Manitoba, död 13 maj 2023, var en kanadensisk professionell ishockeyback som tillbringade 15 säsonger i den nordamerikanska ishockeyligan National Hockey League (NHL), där han spelade för Detroit Red Wings, New York Islanders, Quebec Nordiques och St. Louis Blues. Han producerade 179 poäng (29 mål och 150 assists) samt drog på sig 1 240 utvisningsminuter på 730 grundspelsmatcher.
Hart spelade även för Baltimore Clippers, Tidewater Wings och Nova Scotia Voyageurs i American Hockey League (AHL); Fort Worth Wings i Central Hockey League (CHL) samt Flin Flon Bombers i Canadian Major Junior Hockey League (CMJHL).
Den 13 maj 2023 avled Hart vid 75 års ålder.

## Statistik
| 1964–1965  | Flin Flon Bombers     | SJHL       | 2   | 0  | 0   | 0   | 0    | 1  | 0 | 0  | 0  | 2   |
| 1965–1966  | Flin Flon Bombers     | SJHL       | 57  | 7  | 10  | 17  | 170  | —  | — | —  | —  | —   |
| 1966–1967  | Flin Flon Bombers     | MJHL       | 46  | 22 | 28  | 50  | 189  | 14 | 5 | 14 | 19 | 90  |
| 1967–1968  | Flin Flon Bombers     | CMJHL      | 58  | 13 | 38  | 51  | 290  | 15 | 1 | 7  | 8  | 43  |
| 1968–1969  | Detroit Red Wings     | NHL        | 1   | 0  | 0   | 0   | 0    | —  | — | —  | —  | —   |
|            | Fort Worth Wings      | CHL        | 26  | 2  | 3   | 5   | 52   | —  | — | —  | —  | —   |
|            | Baltimore Clippers    | AHL        | 38  | 2  | 6   | 8   | 88   | 4  | 0 | 1  | 1  | 23  |
| 1969–1970  | Detroit Red Wings     | NHL        | 3   | 0  | 0   | 0   | 2    | —  | — | —  | —  | —   |
|            | Fort Worth Wings      | CHL        | 64  | 2  | 19  | 21  | 226  | 7  | 0 | 4  | 4  | 26  |
| 1970–1971  | Detroit Red Wings     | NHL        | 64  | 2  | 7   | 9   | 148  | —  | — | —  | —  | —   |
| 1971–1972  | Detroit Red Wings     | NHL        | 3   | 0  | 0   | 0   | 0    | —  | — | —  | —  | —   |
|            | Tidewater Wings       | AHL        | 28  | 4  | 9   | 13  | 146  | —  | — | —  | —  | —   |
|            | Fort Worth Wings      | CHL        | 14  | 1  | 4   | 5   | 84   | —  | — | —  | —  | —   |
| 1972–1973  | New York Islanders    | NHL        | 47  | 1  | 11  | 12  | 158  | —  | — | —  | —  | —   |
| 1973–1974  | New York Islanders    | NHL        | 70  | 1  | 10  | 11  | 61   | —  | — | —  | —  | —   |
| 1974–1975  | New York Islanders    | NHL        | 71  | 4  | 14  | 18  | 143  | 17 | 2 | 2  | 4  | 42  |
| 1975–1976  | New York Islanders    | NHL        | 80  | 6  | 18  | 24  | 151  | 13 | 1 | 3  | 4  | 24  |
| 1976–1977  | New York Islanders    | NHL        | 80  | 4  | 18  | 22  | 98   | 12 | 0 | 2  | 2  | 23  |
| 1977–1978  | New York Islanders    | NHL        | 78  | 2  | 23  | 25  | 94   | 7  | 0 | 0  | 0  | 16  |
| 1978–1979  | New York Islanders    | NHL        | 50  | 2  | 14  | 16  | 78   | 9  | 0 | 2  | 2  | 10  |
| 1979–1980  | Quebec Nordiques      | NHL        | 71  | 3  | 23  | 26  | 59   | —  | — | —  | —  | —   |
| 1980–1981  | Quebec Nordiques      | NHL        | 6   | 0  | 0   | 0   | 10   | —  | — | —  | —  | —   |
|            | Nova Scotia Voyageurs | AHL        | 2   | 0  | 3   | 3   | 2    | —  | — | —  | —  | —   |
|            | St. Louis Blues       | NHL        | 63  | 4  | 11  | 15  | 132  | 10 | 0 | 0  | 0  | 27  |
| 1981–1982  | St. Louis Blues       | NHL        | 35  | 0  | 1   | 1   | 102  | 10 | 0 | 3  | 3  | 33  |
| 1982–1983  | St. Louis Blues       | NHL        | 8   | 0  | 0   | 0   | 2    | —  | — | —  | —  | —   |
| NHL totalt | NHL totalt            | NHL totalt | 703 | 29 | 150 | 179 | 1240 | 78 | 3 | 12 | 15 | 175 |
| AHL totalt | AHL totalt            | AHL totalt | 68  | 6  | 18  | 24  | 236  | 4  | 0 | 1  | 1  | 23  |
| CHL totalt | CHL totalt            | CHL totalt | 104 | 5  | 26  | 31  | 362  | 7  | 0 | 4  | 4  | 26  |